# Nightfreak and the Sons of Becker
Nightfreak and the Sons of Becker är det brittiska rockbandet The Corals tredje album. Albumet släpptes den 10 februari 2004, mindre än ett halvår efter föregångaren Magic and Medicine.

## Låtlista
1. "Precious Eyes" (James Skelly) - 2:58
2. "Venom Cable" (The Coral) - 2:33
3. "I Forgot My Name" (The Coral) - 2:45
4. "Song of the Corn" (Nick Power) - 3:10
5. "Sorrow or the Song" (Nick Power/James Skelly) - 3:15
6. "Auntie's Operation" (Nick Power/James Skelly/Lee Southall) - 2:23
7. "Why Does the Sun Come Up?" (The Coral) - 0:38
8. "Grey Harpoon" (Nick Power/James Skelly) - 2:20
9. "Keep Me Company" (James Skelly) - 3:28
10. "Migraine" (James Skelly) - 2:45
11. "Lover's Paradise" (Nick Power/James Skelly) - 1:44